# Candido Tirona

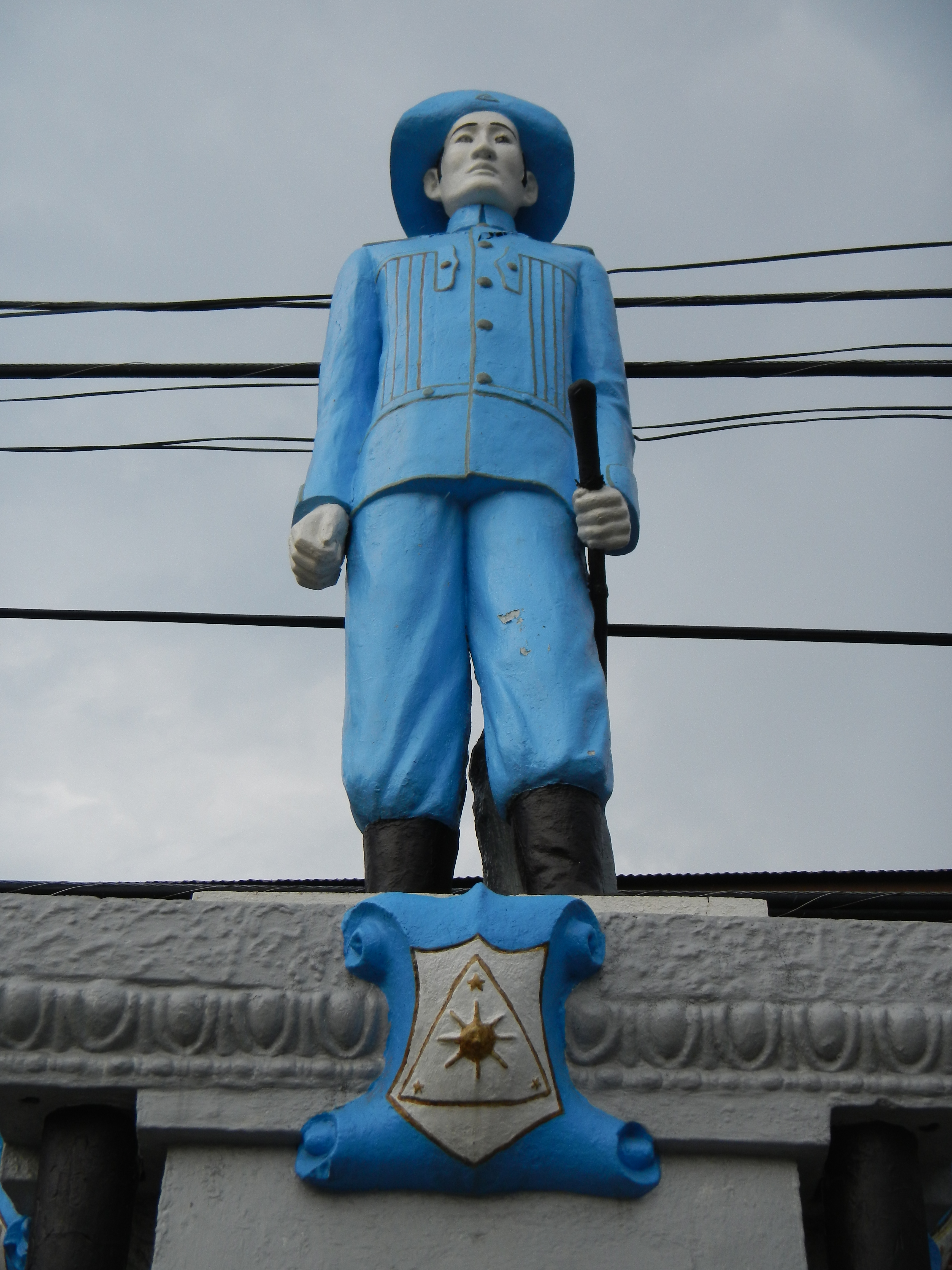
Candido Tirona monument

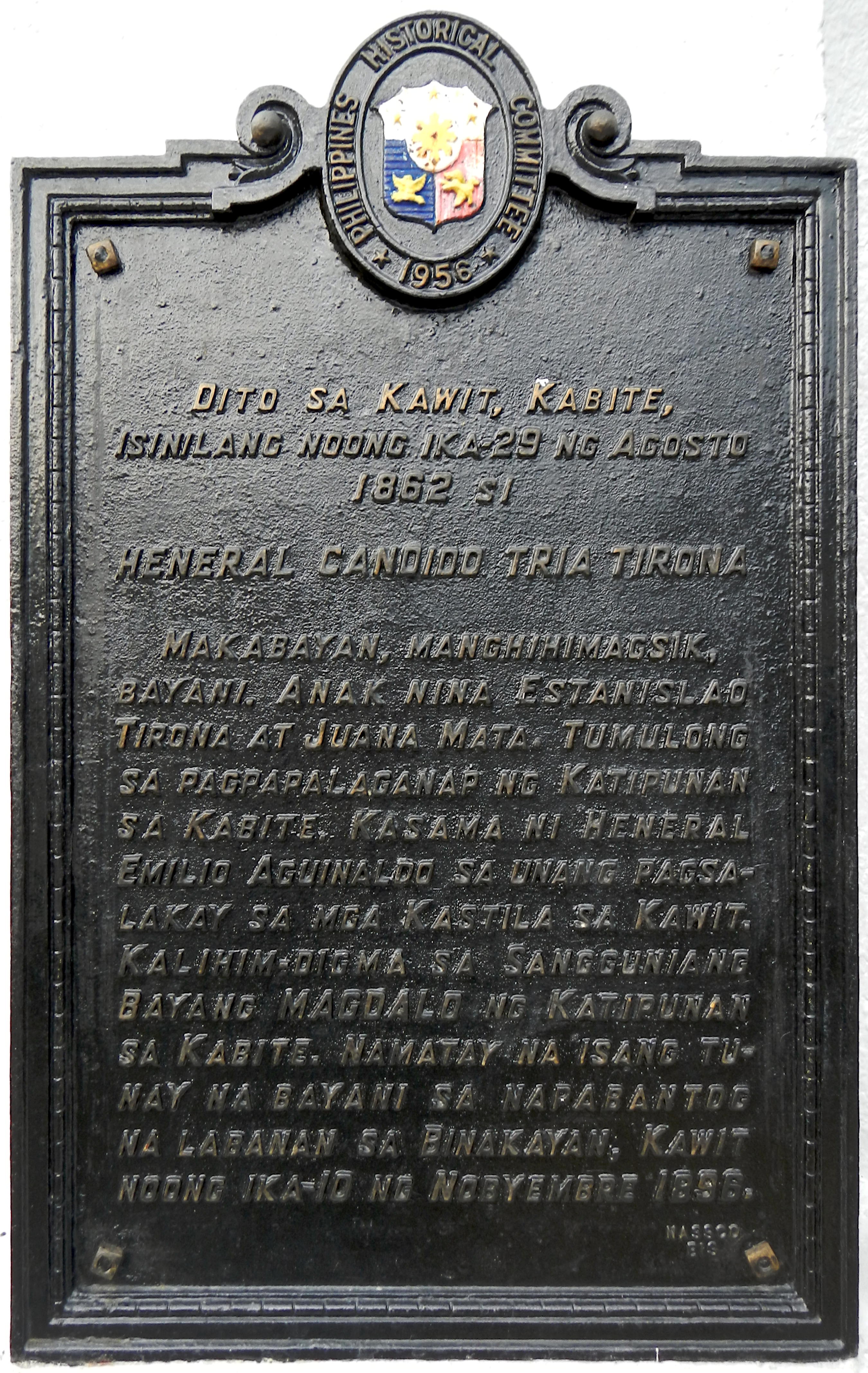
Gedenkplaat

Candido Tirona (Kawit, 29 augustus 1863 - aldaar, 10 november 1896) was een Filipijns onafhankelijkheidsstrijder en een generaal in de Filipijnse Revolutie. Hij kwam om het leven tijdens de Slag om Binakayan.

## Biografie
Candido Tirona werd geboren op 29 augustus 1863 in Kwait in de Filipijnse provincie Cavite. Zijn ouders waren Estanislao T. Tiron en diens tweede vrouw Juana Mata. Zijn ouders hadden nog een tweede zoon, Daniel Tirona, die net als Candido generaal zou worden tijdens de Filipijnse Revolutie. Daarnaast had Tirona nog drie halfbroers en een halfzus. Tirona's vader was een landeigenaar in Cavite en diende diverse termijnen als Capitan municipal, een door de Spanjaarden aangestelde burgemeester. Tirona volgde onderwijs aan een priveschool in Manilla, maar moest daar na zijn vader's overlijden in 1875 noodgedwongen mee stoppen. Hij keerde terug in zijn geboorteplaats waar hij de viskwekerij van zijn ouders overnam en een sari-sari startte. Ook sloot Tirona zich aan bij de Katipunan, de ondergrondse verzetsbeweging tegen de Spaanse overheersing. 
Tijdens het begin van de Filipijnse Revolutie kwamen Filipino's op 31 augustus 1896 op verschillende plekken in actie tegen de Spaanse bezetters. De leiders van Kawit, zoals toenmalig Capitan Municipal Emilio Aguinaldo en de raadsleden Santiago Doña en Candido Tirona ontwapenden de drie Guardia Civil in de plaats. Een dag later sloten ze zich aan bij een succesvolle aanval op het landhuis van de Spaanse fraters in Imus en de barakken van de Guardia Civil aldaar. Al snel was bijna de hele provincie, met uitzondering van de hoofdstad, in handen van de opstandelingen. Er werden op diverse plekken Revolutionaire Raden opgericht. Tirona werd aangesteld als minister van oorlog van de Revolutionaire Raad van de Magdolo-factie onder leiding van Baldomero Aguinaldo.
Op 8 november begonnen de Spanjaarden met artilleriebeschietingen hun tegenaanval op de fortificaties van de rebellen in Binakayan en Dalahican. Een dag later vielen de Spaanse soldaten aan. Op 10 november kwam Tirona samen met ongeveer vijftig andere Filipijnse opstandelingen tijdens een gevecht om het leven. Hij stierf aan de gevolgen van een bajonet steek in zijn nek. Twee dagen later slaagde het revolutionaire leger er echter in om de Spanjaarden terug te drijven waardoor Cavite uiteindelijk in Filipijnse handen bleef.
Jaren na zijn dood, op 31 december 1909, werd op de locatie van zijn overlijden een houten herinneringspaal geplaatst. Zijn overblijfselen werden begraven op de Rooms-Katholieke begraafplaats van Kawit. Tirona was sinds 1885 getrouwd met Macaria Majaba Geronimo. Vijf van hun kinderen bereikten de volwassen leeftijd.